# Legburthwaite
Legburthwaite – wieś w Anglii, w Kumbrii, w dystrykcie (unitary authority) Cumberland. Leży 38 km na południe od miasta Carlisle i 392 km na północny zachód od Londynu.